# Hind Mojtari
Hind Mojtari (1 de abril de 1987) es una deportista argelina que compitió en taekwondo. Ganó una medalla de bronce en el Campeonato Africano de Taekwondo de 2010 en la categoría de –49 kg.

## Palmarés internacional
| Campeonato Africano | Campeonato Africano | Campeonato Africano | Campeonato Africano |
| Año                 | Lugar               | Medalla             | Categoría           |
| ------------------- | ------------------- | ------------------- | ------------------- |
| 2010                | Trípoli ()          | Medalla de bronce   | –49 kg              |